# Bistum Rieux

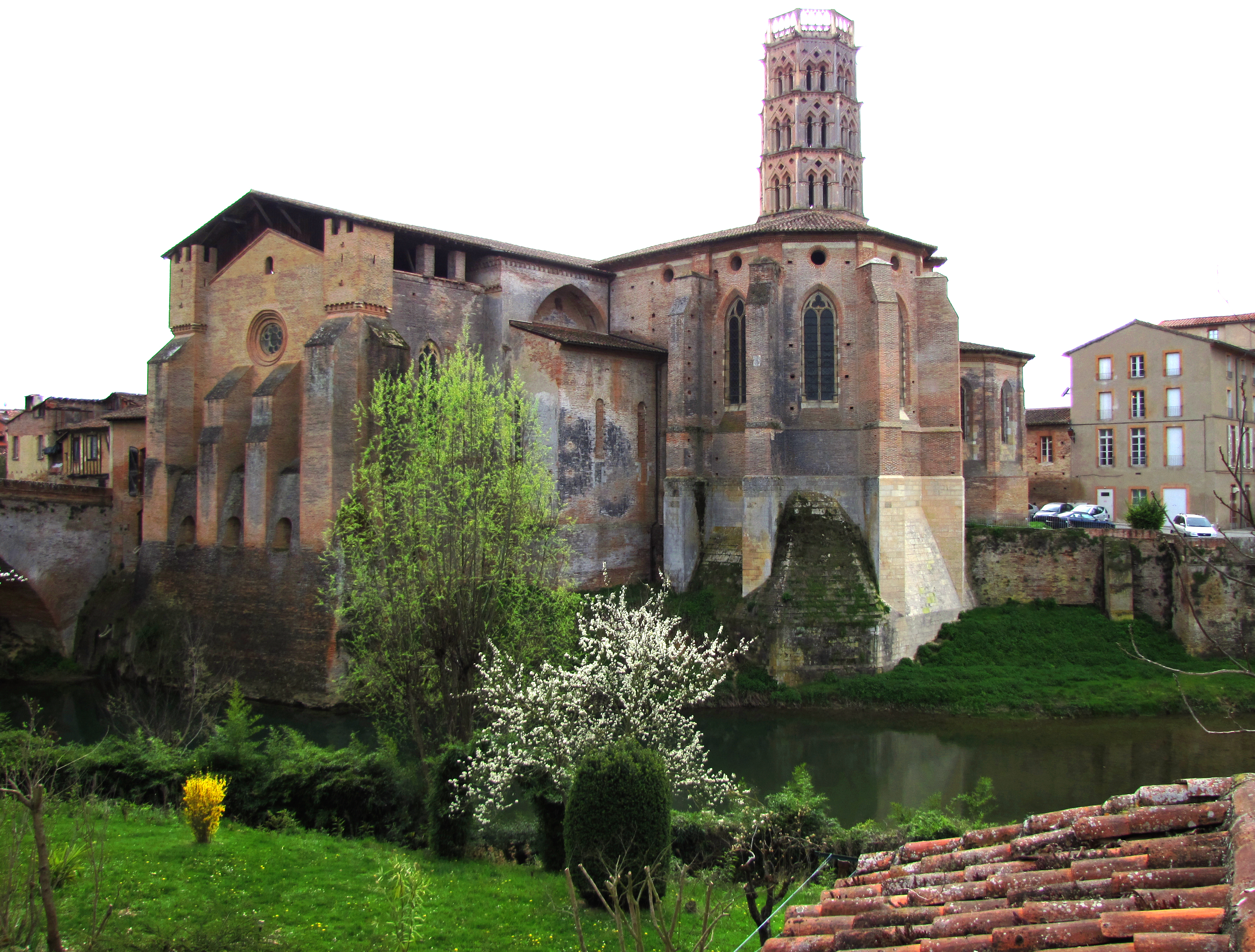
Die Kathedrale Nativité-de-la-Vierge in Rieux-Volvestre

Das Bistum Rieux (lateinisch Dioecesis Rivensis) war eine in Frankreich gelegene römisch-katholische Diözese mit Sitz in Rieux-Volvestre.

## Geschichte
Das Bistum Rieux wurde am 11. Juli 1317 durch Papst Johannes XXII. mit der Päpstlichen Bulle Salvator noster aus Gebietsabtretungen des Bistums Pamiers errichtet. Erster Bischof war Guillaume de Broce. Das Bistum Rieux war dem Erzbistum Toulouse als Suffraganbistum unterstellt.
Am 29. November 1801 wurde das Bistum Rieux infolge des Konkordates von 1801 durch Papst Pius VII. mit der Päpstlichen Bulle Qui Christi Domini aufgelöst und das Territorium wurde dem Erzbistum Toulouse angegliedert.